# Karl Philipp Conz

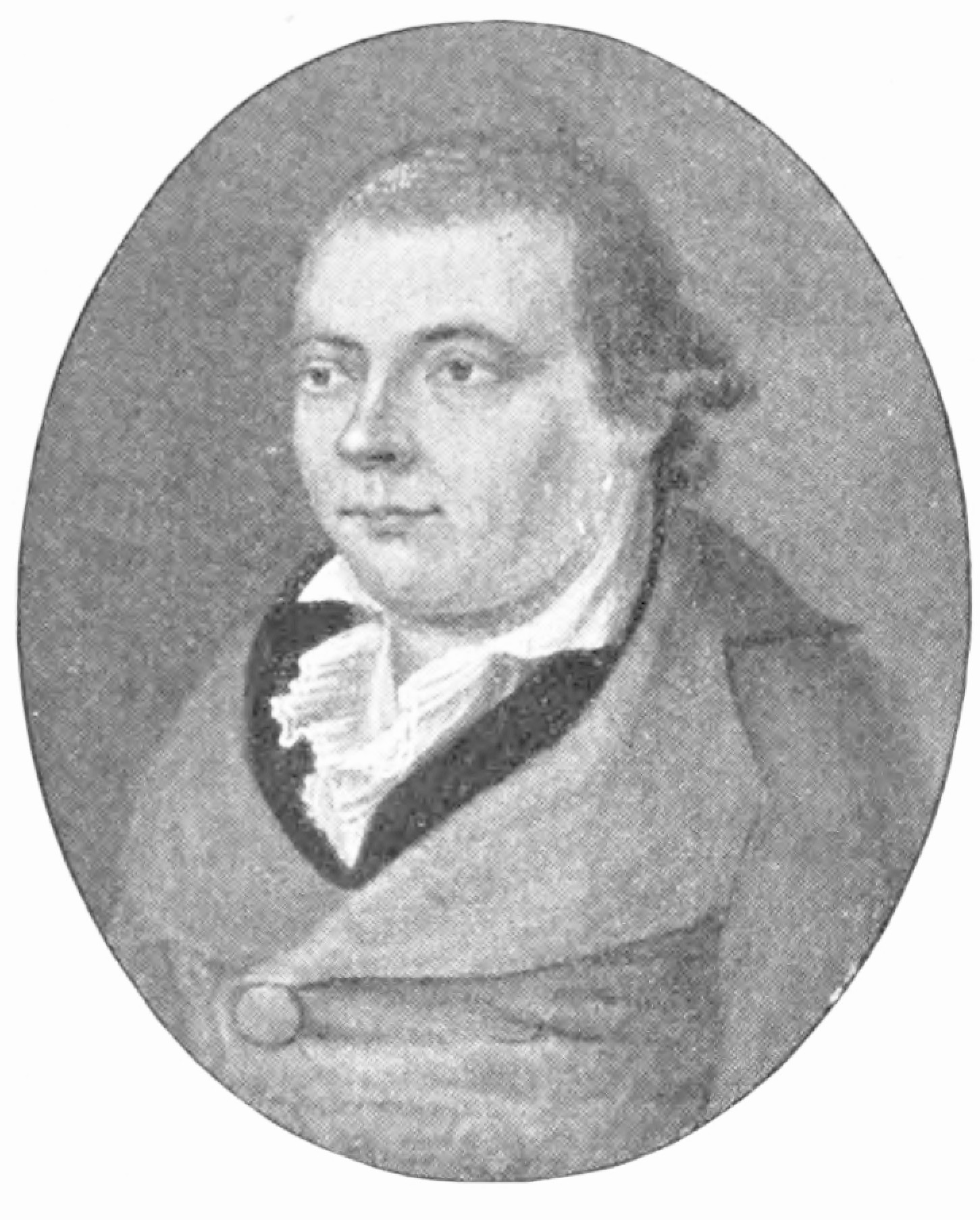
Karl Philipp Conz, um 1793

Karl Philipp Conz (* 28. Oktober 1762 in Lorch; † 20. Juni 1827 in Tübingen; andere Schreibweisen Carl Conz, Carl Philipp Conz) war ein deutscher Dichter, Schriftsteller und Gelehrter. Von (1804–1827) war Karl Philipp Conz Inhaber des Lehrstuhls für Klassische Philologie an der Eberhard-Karls-Universität Tübingen. Conz war ein Jugendfreund Friedrich Schillers.

## Herkunft und Familie
Karl Philipp Conz stammt aus einer altwürttembergischen Theologenfamilie. Sein Vater Johann Philipp Conz, verstorben im Jahr 1767, war Klosteramts-Schreiber des Klosters Lorch, er war verheiratet mit Sophie Rosamunde, verstorben im Jahr 1802, einer Tochter des Tübinger Bürgers Johann Christoph Blifers (Plievers). Conz vermählte sich mit Christine Dorothee, einer Tochter des württembergischen Historikers, Schulmeisters und Prälaten Johann Christian Volz (1721–1783). Das Paar hatte fünf Kinder.

## Jugend und Ausbildung

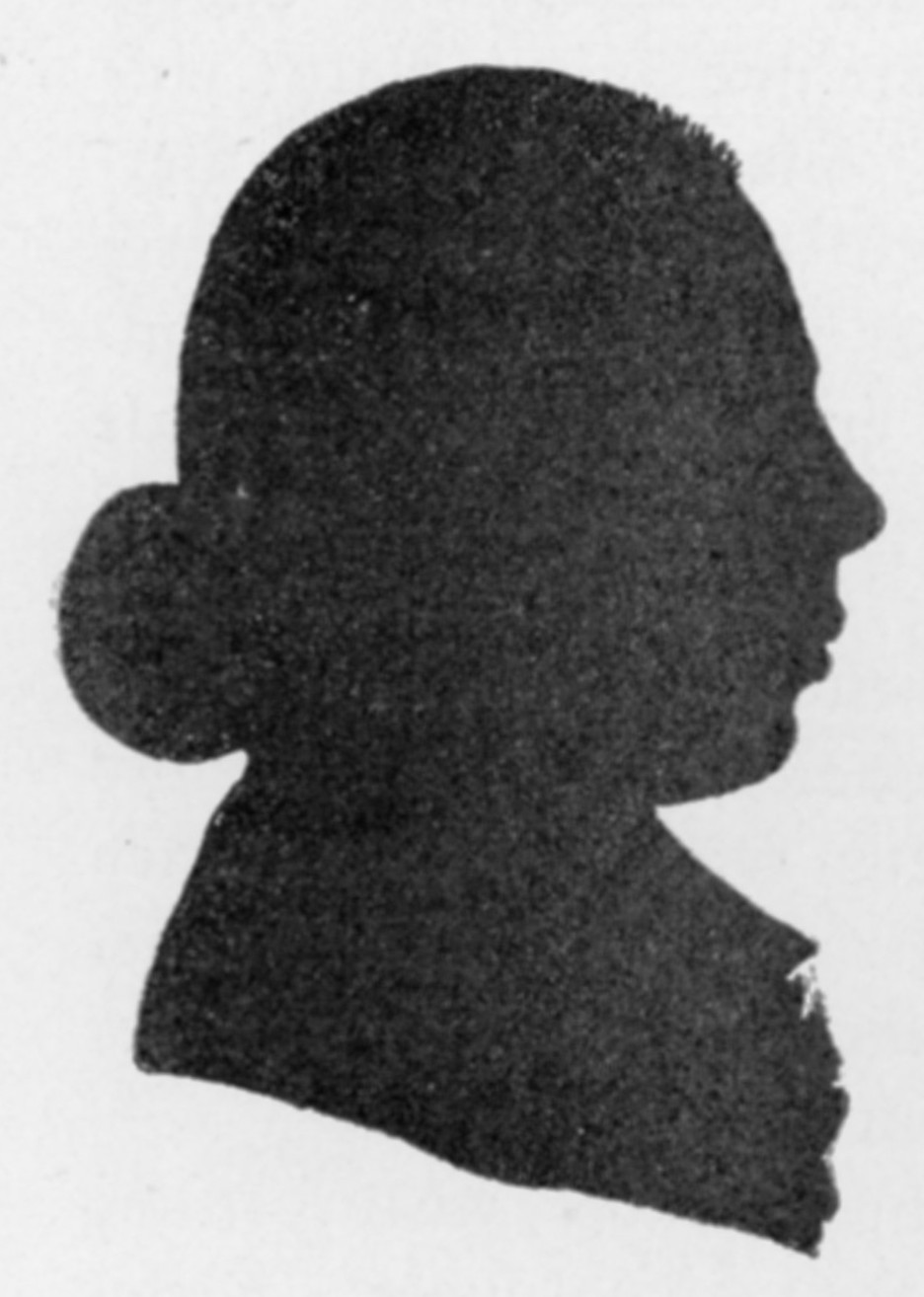
Karl Philipp Conz, Scherenschnitt von 1783

Conz wuchs in Lorch heran, wo er den jungen Friedrich Schiller kennenlernte und sich bald mit ihm befreundete. Er erhielt seine Bildung in Klosterschulen in Blaubeuren und  Bebenhausen, bevor er am Tübinger Stift das Theologiestudium aufnahm. Dort wurde er 1789 Repetent am theologischen Seminar. Nachdem er eine große Bildungsreise durch Deutschland unternommen hatte, wurde er 1790 Prediger an der Karlsakademie in Stuttgart und 1793 zum Diakonus in Vaihingen (später in Ludwigsburg) ernannt.

## Lehrstuhlinhaber und Verfasser mehrerer Schriften
1804 wurde Conz zum Professor der klassischen Literatur an die Universität Tübingen berufen. Unter seinen Schriften lässt sich kein Hauptwerk ausmachen, da er fast ausschließlich kleinere philologische, ästhetische, philosophische und historische Aufsätze schrieb. Daneben verfasste er auch zahlreiche poetische Schriften, die auf gefühlvolle Art und in wohlklingenden Versen oftmals die Geschichte und Landschaft Württembergs preisen. Conz übersetzte Aischylos, Aristophanes und andere griechische Lyriker.
Er verstarb im Juni 1827, noch während seines Ordinariats in Tübingen, an der Wassersucht.

## Werke
- Schildereien aus Griechenland, 1785.
- Über den Geist und die Geschichte des Ritterwesens älterer Zeit, 1786.
- Schicksale der Seelenwanderungshypothese unter verschiedenen Völkern und in verschiedenen Zeiten, 1791.
- Gedichte, 1792.
- Abhandlungen für die Geschichte und das Eigenthümliche der späteren Stoischen Philosophie, nebst einem Versuche über Christliche, Kantische und Stoische Moral, Tübingen, Heerbrand, 1794.
- Elegien dem Andenken meines unvergesslichen Eduards, Tübingen 1801.
- Nachrichten von dem Leben und den Schriften Rudolph Weckherlins, 1803.
- Morgenländische Apologen oder: Die Lehrweisheit Jesu's in Parabeln und Sentenzen, 1809.
- Kleinere prosaische Schriften vermischten Inhalts, 1821/1822.
- Kleinere prosaische Schriften oder Miscellen für Litteratur und Geschichte, 1825.
- Conradin von Schwaben. Ein Drama in fünf Acten, 2017 (erschien erstmals 1782).